# .re

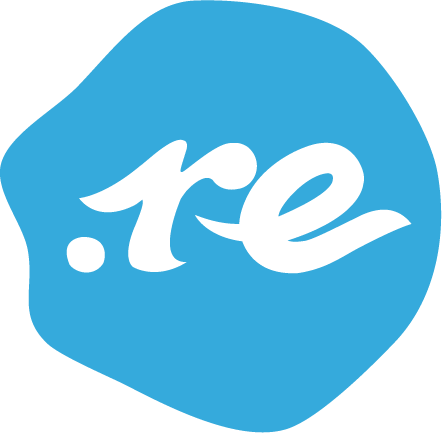

.re는 레위니옹의 인터넷 국가 코드 최상위 도메인이다. .fr과 .tf와 더불어 AFNIC가 관리한다. EU 내에 거주하는 개인이나 조직이 등록할 수 있다.
- .asso.re: 협회
- .nom.re: 별명
- .com.re: 상업 (무제한 등록)

## 같이 보기
- .eu
- .fr
- ISO 3166-2:RE